# Willy Hernangómez
Guillermo Gustavo „Willy“ Hernangómez Geuer (* 27. Mai 1994 in Madrid) ist ein spanischer Basketballspieler, der beim FC Barcelona unter Vertrag steht.

## Laufbahn

### Verein
Willy Hernangómez begann seine Junioren-Laufbahn im Jahre 2007 bei Las Rozas CB. Im Sommer 2009 wechselte der damals 15-Jährige in die Jugendakademie von Real Madrid. Dort durchlief er mehrere Nachwuchsmannschaften, bevor er In der Saison 2012/13 in den ersten Kader übernommen wurde, parallel dazu jedoch mit der B-Mannschaft in der EBA, der vierten spanischen Spielklasse, spielte. 
Am 22. September 2012 feierte er im Halbfinale des Supercups gegen CAI Zaragoza sein Profidebüt in der A-Mannschaft, er  gewann den Bewerb mit Real durch ein 95:84 im Endspiel gegen den FC Barcelona. Am 3. Oktober folgte sein erster Einsatz in der Liga ACB und auch in der Euroleague brachte er es auf drei Spiele. Mit Real erreichte er das Endspiel der Euroleague und gewann die spanische Meisterschaft, Hernangómez selbst kam jedoch nur sporadisch zum Einsatz, spielte zumeist in der B-Mannschaft.
Im Sommer 2013 wechselte Hernangómez leihweise zu Cajasol Sevilla. Der zunächst auf ein Jahr befristete Vertrag wurde 2014 um ein weiteres Jahr verlängert. Im Dezember 2014 wurde Hernangómez innerhalb weniger Tage sowohl im Eurocup als auch in der Liga ACB zum besten Spieler des Spieltags ernannt.

Im Sommer 2015 endete sein Leihvertrag und Hernangómez kehrte zu Real Madrid zurück. Mit den „Königlichen“ gewann er in der folgenden Saison sowohl die Spanische Meisterschaft als auch den nationalen Pokal. 

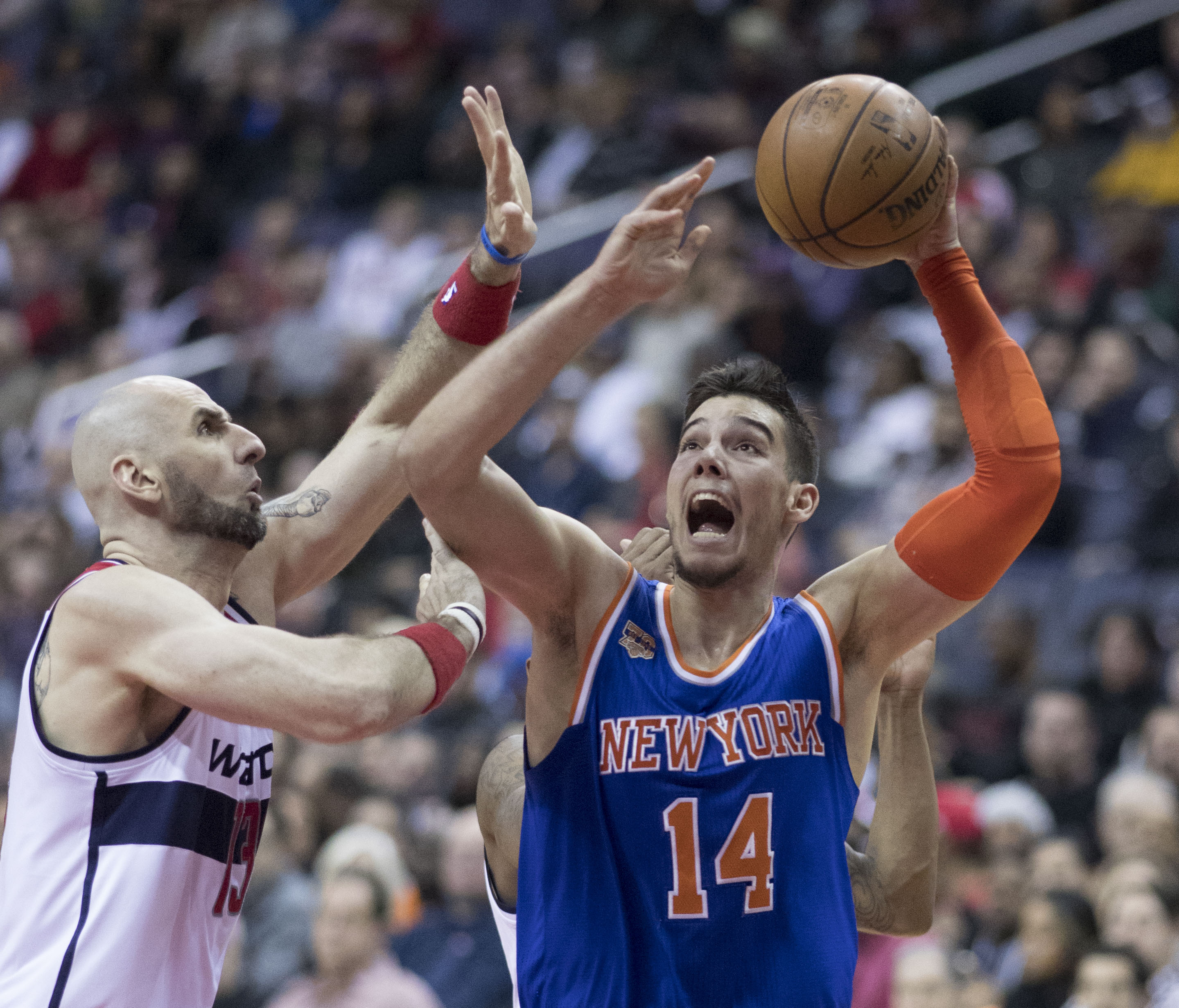
Hernangomez bei den New York Knicks (2017)

Nach Ende der Spielzeit unterschrieb er einen Vertrag bei den New York Knicks (NBA). Hernangómez spielte eineinhalb Jahre für die Knicks und bestritt 98 Spiele für die Mannschaft, ehe er im Frühjahr 2018 zu den Charlotte Hornets transferiert wurde. Ende November 2020 wurde er von den New Orleans Pelicans als Neuzugang verkündet.
In der Sommerpause 2023 ging er nach Spanien zurück und schloss sich dem FC Barcelona an.

### Nationalmannschaft
Hernangómez bestritt mit Spaniens U16-Nationalmannschaft die Europameisterschaft 2010, die Iberer scheiterten dort im Spiel um den dritten Platz an der Türkei. Ein Jahr darauf war er Teil des Aufgebots für die U18-EM in Polen, bei der die Spanier durch ein 71:65 gegen Serbien die Goldmedaille eroberten. Er selbst brachte es als jüngster Spieler im Kader auf durchschnittlich 7,3 Punkte und 4,4 Rebounds pro Spiel. Im April 2012 gelang ihm mit der U18 den Sieg beim Albert-Schweitzer-Turnier. Erneut konnte man sich gegen die Serben mit 76:65 durchsetzen und Hernangómez wurde für seine guten Leistungen als bester Center ins All-Tournament Team gewählt. 
Im Sommer 2012 war er erneut Teil des Aufgebots bei der U18-EM und belegte mit seiner Mannschaft ebenso den fünften Endrang wie bei der U-19-Weltmeisterschaft 2013. Bei der U20-WM 2014 scheiterte Hernangómez mit seiner Mannschaft erst im Endspiel mit 57:65 an der Türkei, er selbst brachte es auf durchschnittlich 12,3 Punkte und 8,4 Rebounds und wurde für seine individuellen Leistungen als bester Center ins All-Tournament Team gewählt.
Zur Vorbereitung für die WM 2014 wurde Hernangómez ins Trainingslager der A-Nationalmannschaft berufen, war jedoch letztlich nicht Teil des Endrundenkaders. Sein Debüt für die spanische Auswahl feierte er schließlich am 11. August 2015 im Zuge der Vorbereitung für die Basketball-EM gegen Belgien und wurde bei dem Turnier mit seinem Land Europameister. 2016 gewann er bei den Olympischen Spielen mit Spanien die Bronzemedaille und bei der EM 2017 ebenfalls Bronze. 2019 wurde er mit Spanien Weltmeister und 2022 Europameister. Bei der EM 2022 wurde er als wertvollster Spieler des Turniers ausgezeichnet.

## Erfolge und Ehrungen

### Real Madrid
- Spanische Meisterschaft (2): 2012/13, 2015/16
- Spanischer Pokal: 2015/16
- Spanischer Supercup: 2012

### Nationalmannschaft
- Basketball-Europameisterschaft 2022: Gold
- Basketball-Weltmeisterschaft 2019: Gold
- Basketball-Europameisterschaft 2017: Bronze
- Olympische Spiele 2016: Bronze
- Basketball-Europameisterschaft 2015: Gold
- U20-Europameisterschaft 2014: Silber
- Albert-Schweitzer-Turnier 2012: Gold
- U18-Europameisterschaft 2011: Gold

### Ehrungen
- Wertvollster Spieler der Europameisterschaft 2022
- NBA All-Rookie First Team (2017)
- Teilnahme an der NBA Rising Stars Challenge: 2017
- Wahl ins All-Tournament Team der U20-Europameisterschaft 2014
- Wahl ins All-Tournament Team des Albert-Schweitzer-Turniers 2012

## Familie
Willy Hernangómez entstammt einer Basketballerfamilie. Sein Vater Guillermo Hernangómez Heredero war ebenfalls Profispieler und begann seine Karriere bei Real Madrid. Seine aus Deutschland stammende, jedoch in Sevilla geborene, Mutter Margarita Ivonne „Wonny“ Geuer bestritt 158 Spiele für die spanische Nationalmannschaft, mit der sie 1993 die Goldmedaille bei der Basketball-Europameisterschaft gewann. Sein jüngerer Bruder Juan Hernangómez ist ebenfalls Basketballspieler und spielt für Panathinaikos Athen.

## Karriere-Statistiken

### NBA

#### Hauptrunde
| Saison  | Team                | GP  | GS | MPG  | FG % | 3P % | FT % | RPG | APG | SPG | BPG | PPG |
| ------- | ------------------- | --- | -- | ---- | ---- | ---- | ---- | --- | --- | --- | --- | --- |
| 2016–17 | New York            | 72  | 22 | 18.4 | .530 | .267 | .728 | 7.0 | 1.3 | 0.6 | 0.5 | 8.2 |
| 2017–18 | New York /Charlotte | 48  | 1  | 10.3 | .555 | .417 | .656 | 3.8 | 0.7 | 0.4 | 0.3 | 5.1 |
| 2018–19 | Charlotte           | 58  | 3  | 14.0 | .519 | .385 | .694 | 5.4 | 1.0 | 0.3 | 0.3 | 7.3 |
| 2019–20 | Charlotte           | 31  | 0  | 12.1 | .532 | .227 | .627 | 4.3 | 0.9 | 0.3 | 0.2 | 6.1 |
| 2020–21 | New Orleans         | 47  | 12 | 18.0 | .563 | .100 | .667 | 7.1 | 1.1 | 0.5 | 0.5 | 7.8 |
| 2021–22 | New Orleans         | 50  | 8  | 16.8 | .520 | .333 | .773 | 6.8 | 1.3 | 0.4 | 0.4 | 9.1 |
| Gesamt  | Gesamt              | 306 | 46 | 15.3 | .534 | .309 | .702 | 5.9 | 1.1 | 0.4 | 0.4 | 7.4 |